# Dunaalmás

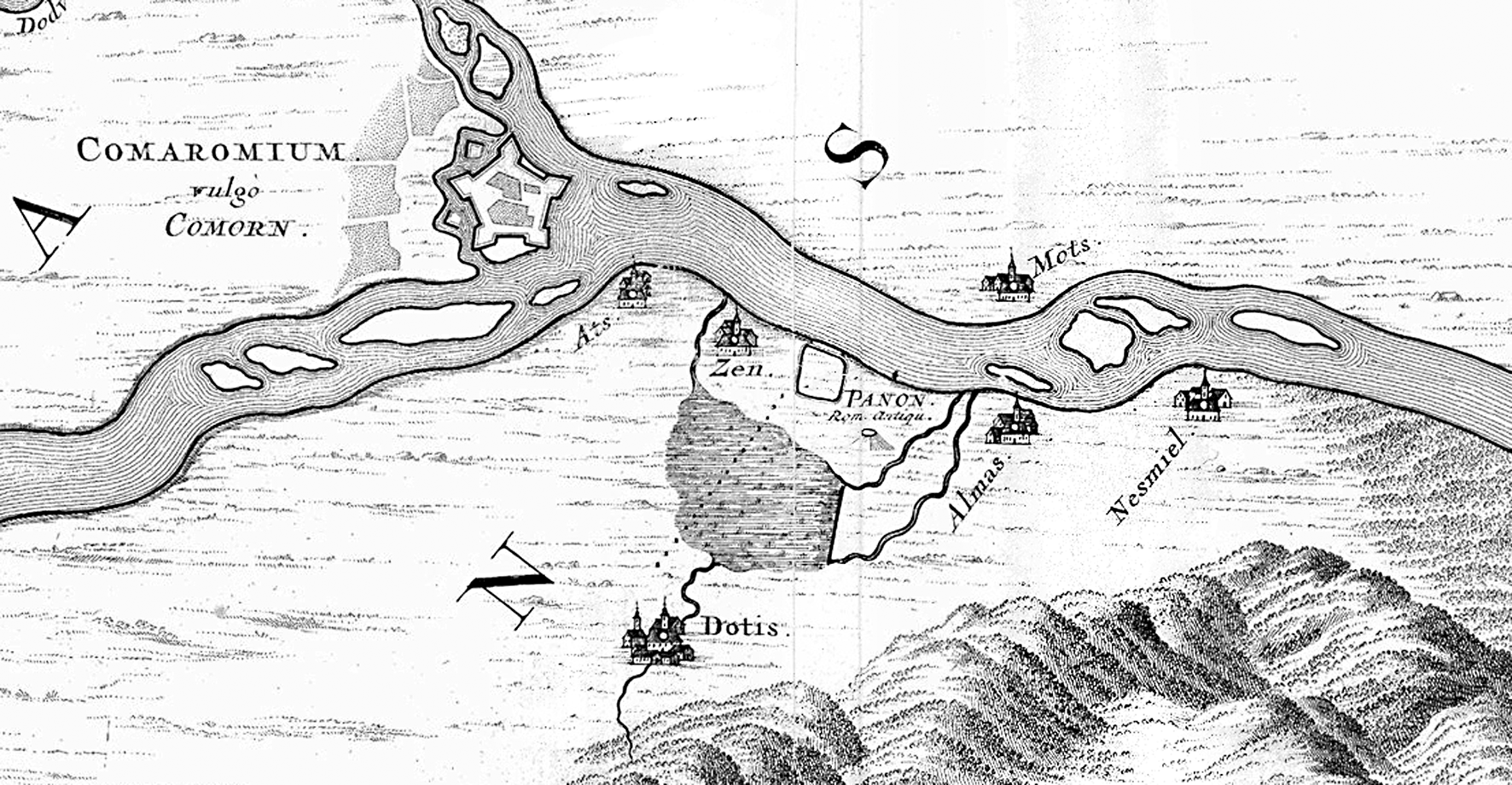
Dunaalmás (Almas) in dem Kartenwerk des Luigi Ferdinando Marsigli (Ausschnitt). Veröffentlicht 1726.

Dunaalmás (lateinisch Almas) ist eine ungarische Gemeinde im Kreis Tata im Komitat Komárom-Esztergom.

## Geografische Lage
Dunaalmás liegt 60 Kilometer nordwestlich der Hauptstadt Budapest, 17 Kilometer nordwestlich des Komitatssitzes Tatabánya und 9 Kilometer nördlich der Kreisstadt Tata am rechten, südlichen Ufer der Donau, die hier etwa 0,6 Kilometer breit ist. Das nördliche Ufer gehört bereits zur Slowakei. Nachbargemeinden sind Neszmély, Szomód, Naszály und Almásfüzitő.
Die Steinbrüche im Gerecse-Gebirge oberhalb von Tardos besitzen eine besondere Bedeutung in der Architektur- und Kunstgeschichte. So besteht der Sockel der Neuen Burg in Wien aus dem weißen Kalkstein von Dunaalmás. 

## Gemeindepartnerschaften
- Okoličná na Ostrove, Slowakei[2]
- Patince, Slowakei[2]

## Sehenswürdigkeiten
- Römisch-katholische Kirche Nepomuki Szent János, erbaut 1754–1755 im barocken Stil
- Reformierte Kirche, erbaut 1894
- Csokonai-Denkmal, erschaffen 1963 von Béla Szabados
- Grabmal von Julianna Vajda (1776–1855)
- Denkmal zur Schlacht von Almaśi (Az almási csata emlékére)
- Wassermühle

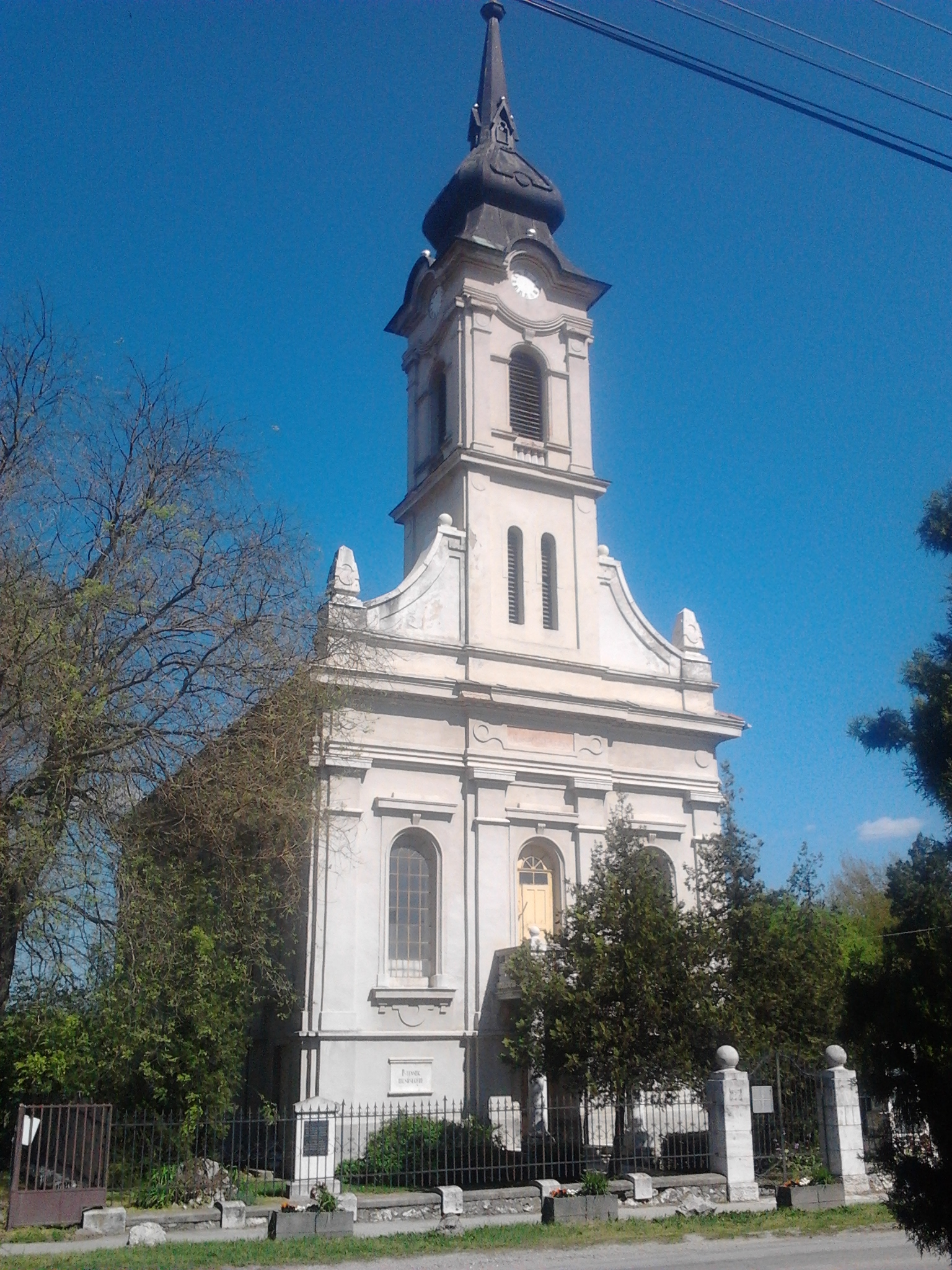
Reformierte Kirche
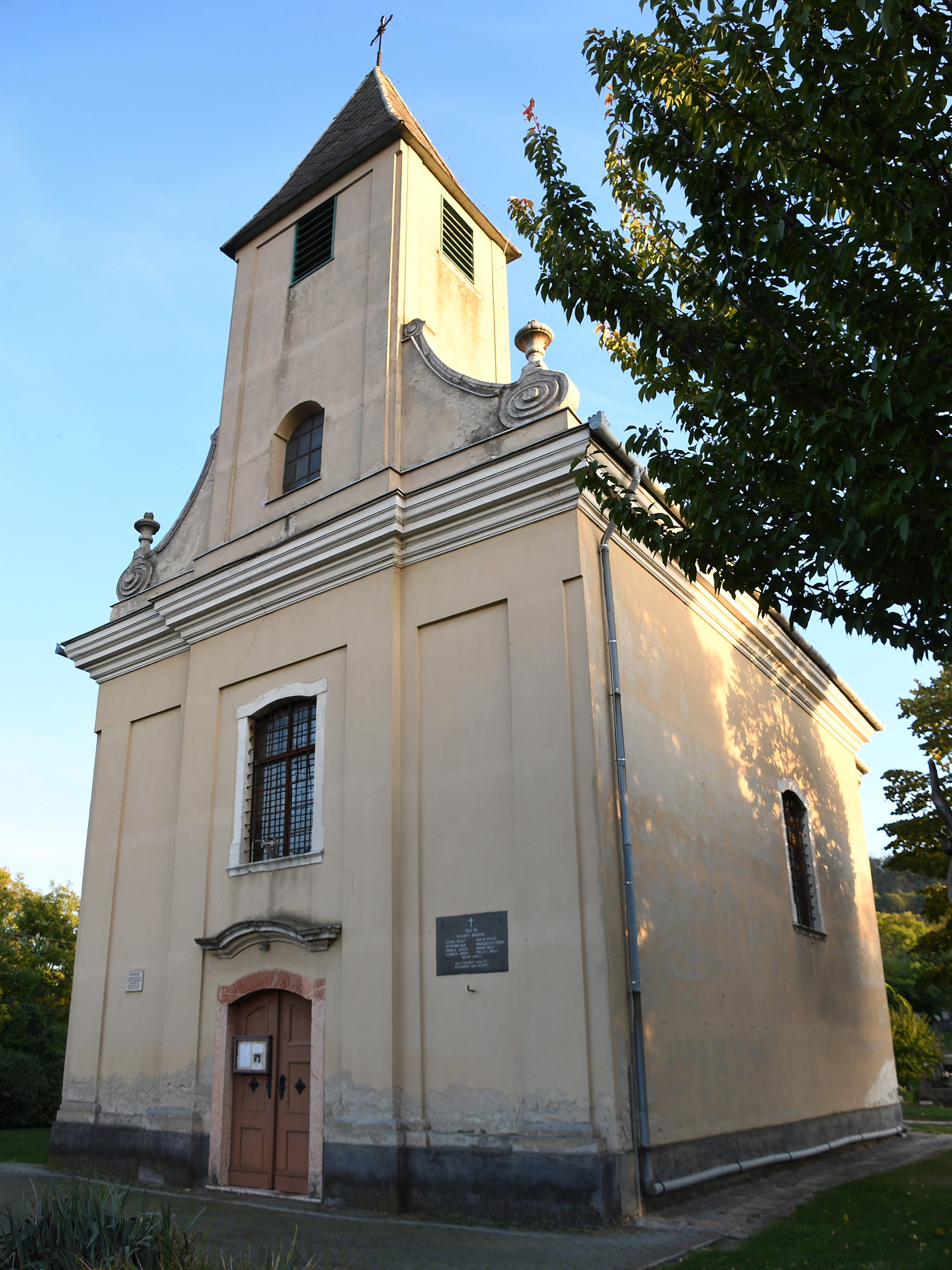
Röm.-kath. Kirche Nepomuki Szent János
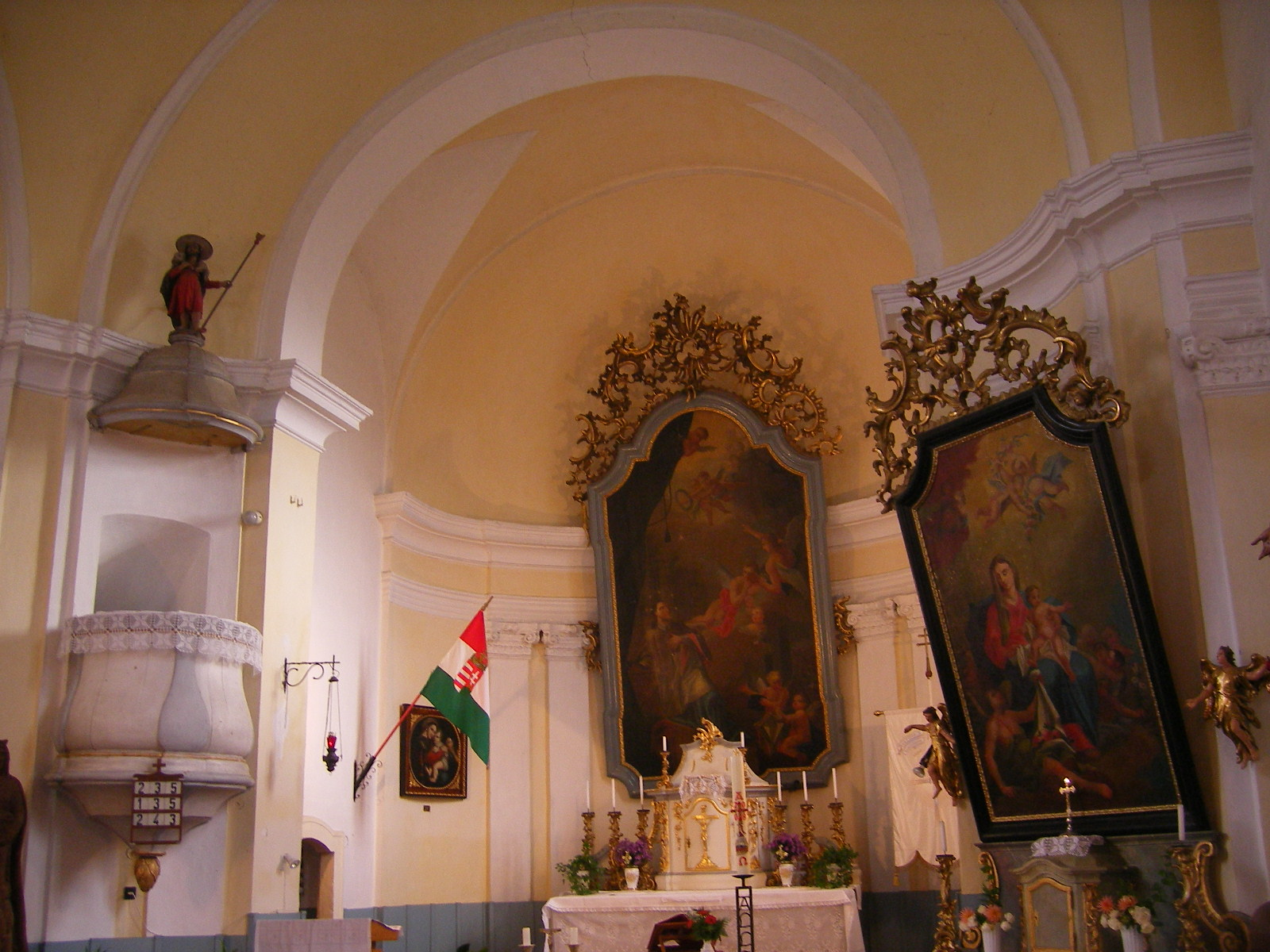
Innenraum der katholischen Kirche
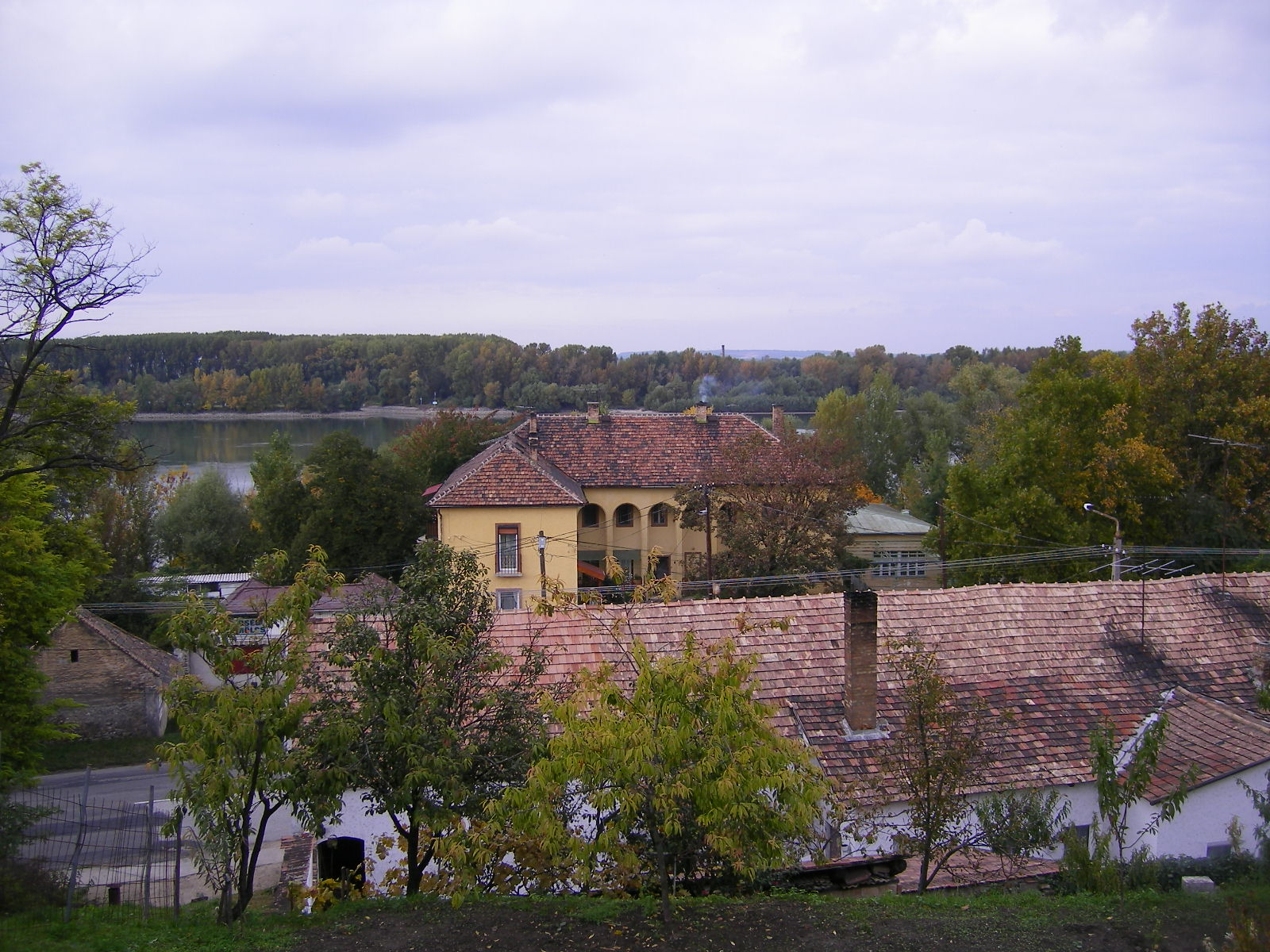
Blick auf den Ort von der katholischen Kirche
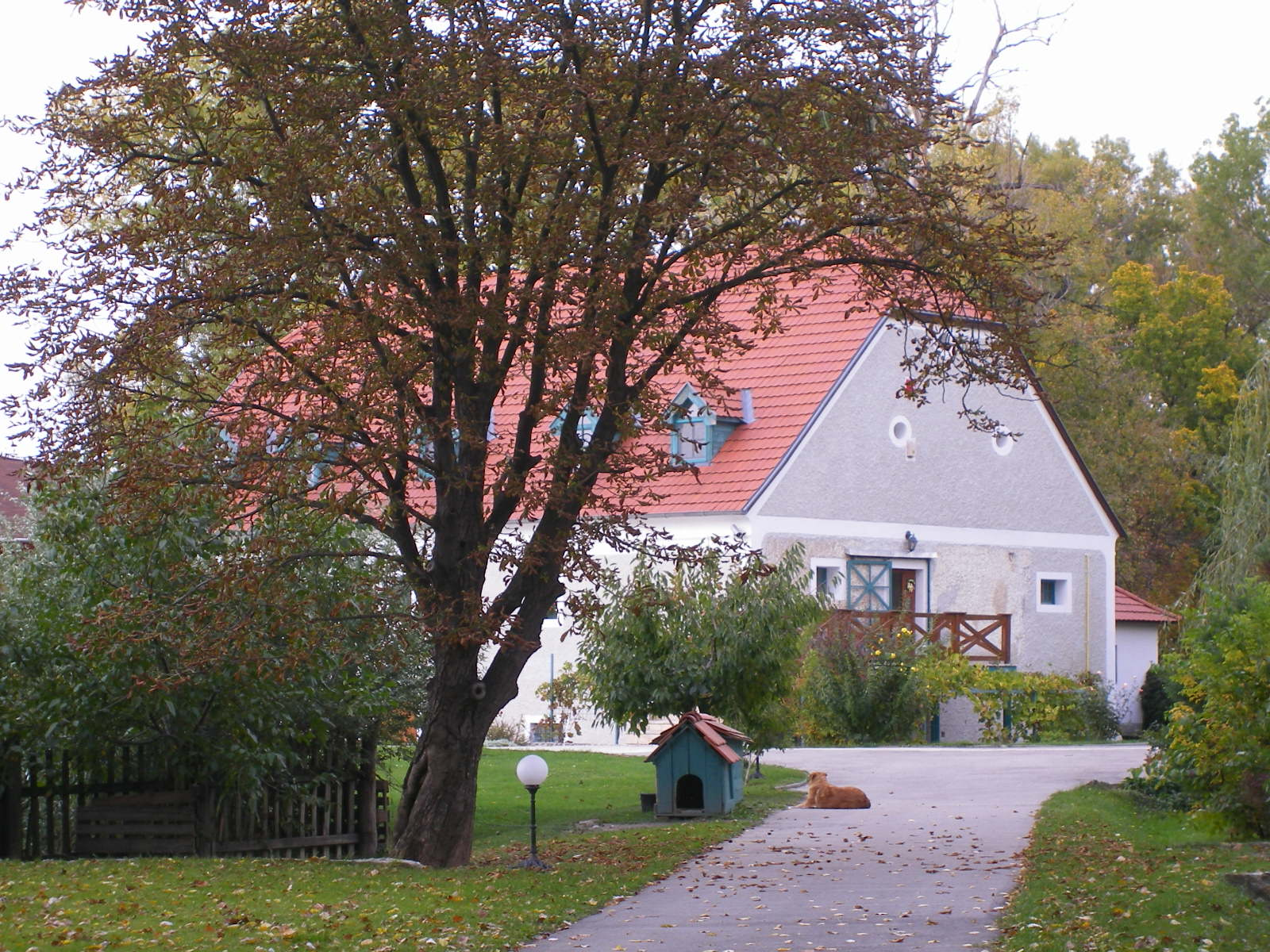
Wassermühle
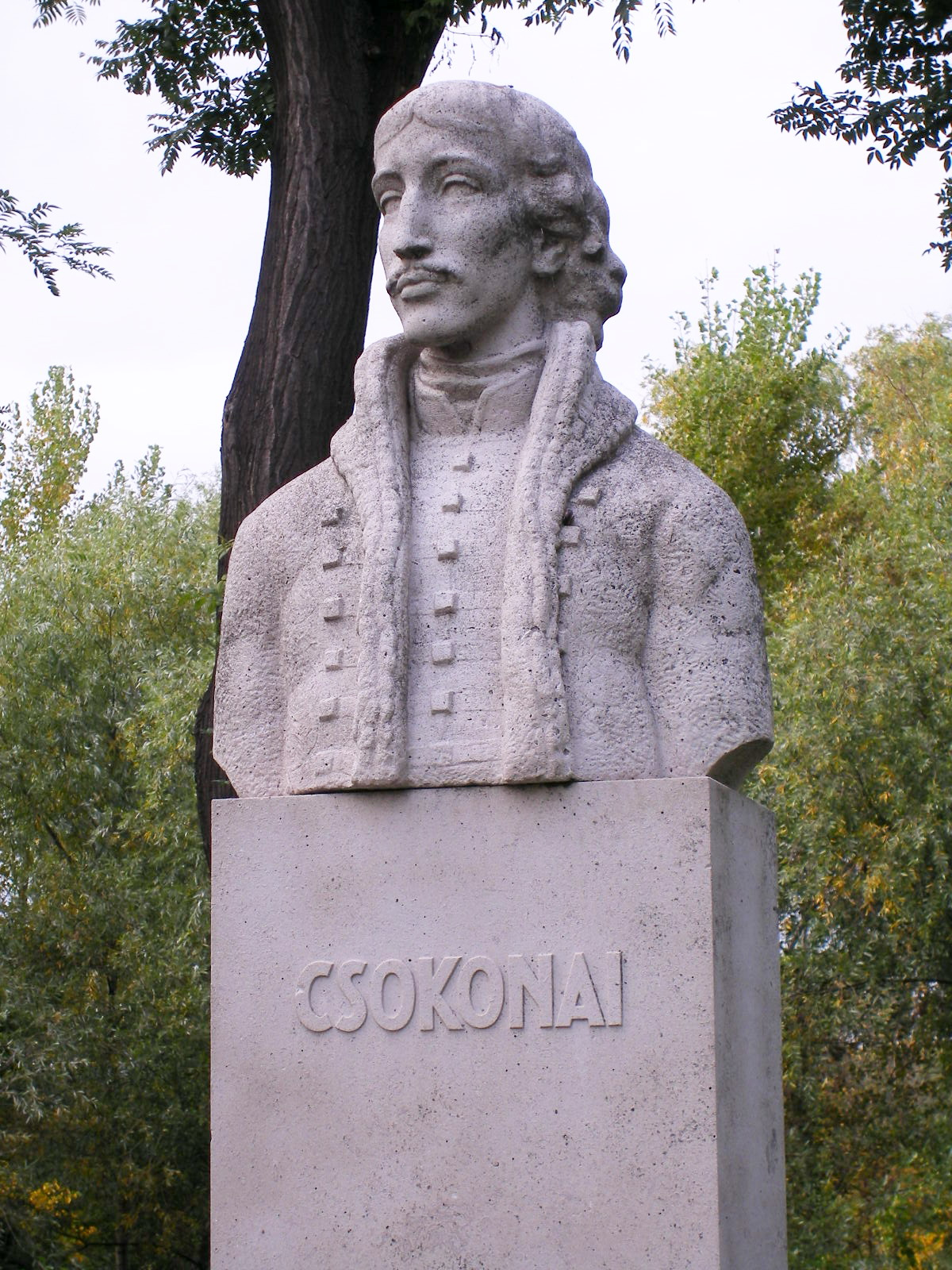
Csokonai-Denkmal
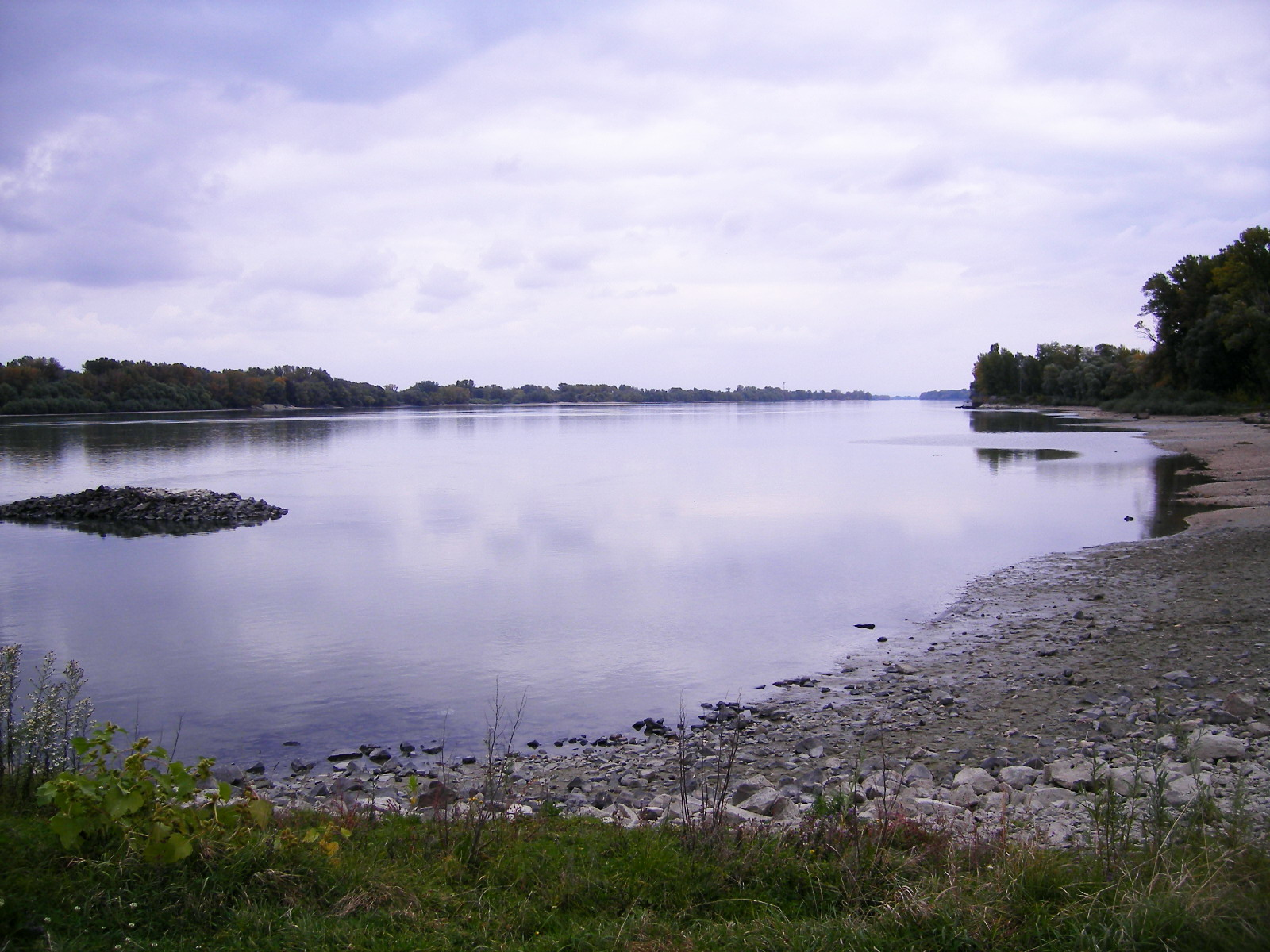
Die Donau bei Dunaalmás

## Verkehr
Durch den Ort verläuft die Hauptstraße Nr. 10, die von Győr über Komárom nach Budapest führt. Es bestehen Zugverbindungen nach Komárom und Esztergom. Weiterhin gibt es Busverbindungen über Tata nach Tatabánya, über Almásfüzítő nach Komárom sowie über Nyergesújfalu nach Esztergom.